# Mary Fedden
Mary Fedden (1915 – 2012) est une artiste et professeure d'art britannique.

## Biographie
Parfois identifiée par erreur comme la fille de Roy Fedden (qui est en fait son oncle, de même que Romilly Fedden (en)), Mary Fedden est née à Bristol le 14 août 1915.
Elle y étudie à la Badminton School (en). Elle part ensuite à Londres étudier à la Slade School of Fine Art, de 1932 à 1936.
Elle rentre ensuite à Bristol, où elle peint et enseigne la peinture jusqu'à l'éclatement de la Seconde Guerre mondiale.
Après la guerre, Fedden développe son propre style de peintures de fleurs et de natures mortes, inspiré d'artistes tels que Matisse et Braque.
À partir des années 1940, elle partage son studio avec Julian Trevelyan au bord du Thames à Chiswick, à Londres. Mary Fedden et Julian Trevelyan se marient en 1951.
En 1956, Fedden devient membre du London Group et la directrice du Women's International Art Club (en) pendant trois ans. Elle part enseigner à la Royal College of Art la même année et jusqu'en 1964, devenant ainsi la première femme tutrice à enseigner à l'École de peinture. Elle a notamment eu comme élèves David Hockney et Allen Jones. Elle enseigne ensuite à l'école Yehudi Menuhin, à Cobham de 1965 à 1970.
À partir de 1984, Fedden devient présidente de la Royal West of England Academy (en) jusqu'en 1988. La même année, son mari meurt.
Mary Fedden a été très prolifique et populaire jusqu'à sa mort, le 22 juin 2012, à 96 ans, à Londres.

## Reconnaissance et hommages
Académicienne de la Royal Academy, elle a reçu un doctorat honoris causa de l'université de Bath ainsi que l'Ordre de l'Empire britannique, et un diplôme honorifique de la part de l'université de Durham pour l'ensemble de son œuvre en 2009.
En 1995, l'écrivain et critique d'art Mel Gooding écrit une monographie sur l'œuvre de Fedden, retraçant sa longue carrière jusqu'à son mariage avec Julian Trevelyan et leur vie ensemble au bord du Thames à Chiswick, Londres. En 2007, Christopher Andrae publie Mary Fedden, Enigmas and Variations, sur la vie de l'artiste jusqu'en 2006.

## Expositions et conservation
Fedden a exposé en solo à de nombreuses occasions dans le Royaume-Uni de 1950 à sa mort en 2012. Elle a notamment exposé à la Redfern Gallery (Londres, à partir de 1953), la New Grafton Gallery (Londres, à partir des années 1960), la Hamet Gallery (à partir de 1970), l'Arnolfini Gallery (en) (Bristol), la Bohun Gallery, Henley on Thames (à partir de 1984) et à la Beaux Arts Gallery (en) de Londres dans les années 1990.
Une exposition majeure sur l'œuvre de Mary Fadden a été tenue à la Royal West of England Academy (en) en 1996.
Elle a par ailleurs reçu plusieurs commandes pour des peintures murales, en particulier pour le Festival of Britain en 1951, le Charing Cross Hospital (en) en 1980 (avec son mari, Julian Trevelyan, en 1985), et pour des écoles à Bristol, Hertfordshire et Londres.
Son œuvre est conservé dans plusieurs collections privées telles que la Chantrey Bequest pour la Tate Gallery, la Contemporary Art Society, et les City art galleries of Carlisle, Hull, Bristol, Edinburgh et Sheffield.